# Помазино
Помазино — обезлюдевшая деревня в Усвятском районе Псковской области России. Входит в состав сельского поселения «Церковищенская волость». Фактически урочище.

## География
Находится на юге региона, в северо-восточной части района, в лесной местности, в 20 км от райцентра Усвяты и в 5 км от волостного центра Церковище.
Уличная сеть не развита.

## История
В соответствии с Законом Псковской области от 28 февраля 2005 года № 420-ОЗ деревня Помазино вошла в состав образованного муниципального образования Церковищенская волость.

## Население
| 2001 | 2002 | 2010 |
| ---- | ---- | ---- |
| 2    | ↘1   | ↘0   |

## Инфраструктура
Было личное подсобное хозяйство.
Почтовое отделение, обслуживающее д. Помазино — 182583; расположено в волостном центре д. Церковище.

## Транспорт
Просёлочные дороги.